# Aeroporto Internacional de Ancara Esenboğa
O Aeroporto Internacional de Ancara Esenboğa (IATA: ESB, ICAO: LTAC) ( em turco:  Ankara Esenboğa Havalimanı ou Esenboğa Uluslararası Havalimanı) é um aeroporto situado a 28 km a nordeste do centro de Ancara, a capital da Turquia em operação desde 1955. O seu nome deriva da aldeia de Esenboğa, que significa "touro saudável".
O aeroporto ocupa uma área de 7 500 000 m² e tem capacidade para 10 milhões de passageiros anualmente. Em 2009 o aeroporto serviu 6 085 126 passageiros, 4 987 893 deles domésticos. Entre os aeroportos da Turquia, é o 5º em número total de passageiros, 2º em número de passageiros domésticos e 7º em número de passageiros internacionais.[carece de fontes?]
Foi classificado como o melhor aeroporto da Europa pelo ACI (Conselho Internacional de Aeroportos) em 2009. O prémio é atribuído anualmente em quatro categorias, tendo Esenboğa ficado em primeio lugar na categoria 5-10 milhões de passageiros por ano. Foi a primeira vez que um aeroporto turco recebeu um prémio da ACI. De acordo com aquela organização, «à semelhança de outros aeroportos no topo da classificação nesta categoria, o aeroporto de Esenboğa é excelente em todas as áreas de operação, mas os jurados consideraram-no único pelo trabalho na área da inovação ambiental, que resultaram numa incrível poupança de 25% de energia devido à reciclagem dos gases de exaustão para alimentação dos sistemas de ar condicionado».
O aeroporto é um dos locais de aterragem de emergência do vaivém espacial.

## Localização
O aeroporto situa-se 28 km a nordeste do centro de Ancara. A carreira de autocarros nº 442 da EGO (Otobüs İşletme Daire Başkanlığı) liga o aeroporto com a Praça Kızılay, no centro da cidade, e com o Terminal rodoviário intercidades de Ancara (AŞTİ, Ankara Şehirlerarası Otobüs Terminali), existindo também um serviço de autocarros para o centro da empresa Havaş.

## Terminais
O novo terminal, inaugurado em 2006, serve tantos o tráfego doméstico como internacional e tem as seguintes características: 168 000 m² de área; capacidade para 10 milhões de passageiros anualmente; 18 passadeiras para passageiros; 105 balcões de check-in; 34 balcões de controlo de passaportes; parque automóvel com 123 000 m² e capacidade para 4 000 veículos.

## Estatísticas de tráfego
| Ano    | Doméstico | % mudança | Internacional | % mudança | Total [carece de fontes?] | % mudança |
| ------ | --------- | --------- | ------------- | --------- | ------------------------- | --------- |
| 2012 * | 7 663 847 | 8.2%      | 1 574 039     | 12.0%     | 9 237 886                 | 8.9%      |
| 2011 * | 7 080 072 | 10%       | 1 405 395     | 5.8%%     | 8 485 467                 | 9.3%%     |
| 2010 * | 6 433 490 | 29,0%     | 1 325 489     | 21,0%     | 7 759 479                 | 28,0%     |
| 2009   | 4 987 983 | 12,2%     | 1 097 143     | 12,1%     | 6 085 126                 | 6,9%      |
| 2008   | 4 444 311 | 23,1%     | 1 247 822     | 7,5%      | 5 692 133                 | 14,8%     |
| 2007   | 3 609 122 | 9,8%      | 1 349 006     | 7,1%      | 4 958 128                 | 9,0%      |
| 2006   | 3 287 585 | 24,5%     | 1 259 993     | 5,9%      | 4 547 578                 | 18,7%     |
| 2005   | 2 640 604 | 23,3%     | 1 189 250     | 4,8%      | 3 829 854                 | 16,9%     |
| 2004   | 2 141 047 | 20,7%     | 1 134 678     | 12,3%     | 3 275 725                 | 17,6%     |
| 2003   | 1 773 531 | 0,02%     | 1 010 396     | 0,01%     | 2 783 927                 | 0,02%     |
| 2002   | 1 814 563 |           | 1 022 065     |           | 2 836 628                 |           |
(*) Dados preliminares.